# Леваш (Бабушкинский район)
Леваш — деревня в Бабушкинском районе Вологодской области.
Входит в состав Миньковского сельского поселения, с точки зрения административно-территориального деления — в Миньковский сельсовет.
Расстояние по автодороге до районного центра села имени Бабушкина — 32 км, до центра муниципального образования Миньково — 8 км. Ближайшие населённые пункты — Льнозавод, Демьянцево, Миньково.
Население по данным переписи 2002 года — 19 человек.
В Леваше расположен памятник архитектуры дом Пятовской.